# Chalancon
Chalancon är en kommun i departementet Drôme i regionen Auvergne-Rhône-Alpes i sydöstra Frankrike. Kommunen ligger i kantonen La Motte-Chalancon som tillhör arrondissementet Die. År 2022 hade Chalancon 59 invånare.

## Befolkningsutveckling
Antalet invånare i kommunen Chalancon
Referens:INSEE